# Martin Gebhart
Martin Gebhart (* 20. August 1961 in Wiener Neustadt) ist ein österreichischer Journalist. 2016/17 war er alleiniger Chefredakteur der Niederösterreichischen Nachrichten. Im Juli 2022 wurde er Innenpolitikchef der Tageszeitung Kurier, zu deren Chefredakteur er ab 1. März 2024 bestellt wurde.

## Leben und Wirken
Martin Gebhart wuchs in Krumbach in der Buckligen Welt in Niederösterreich auf und begann ein Studium der Publizistik und Theaterwissenschaft, das er nicht abschloss.
1981 erhielt er ein Praktikum bei den Niederösterreichischen Nachrichten (NÖN). Für diese war er ab 1986 als Reporter tätig und verantwortete  als Redaktionsleiter eine Lokalausgabe, ab 1995 war er Chef vom Dienst fürs östliche Niederösterreich. 2001 wurde er Chefredakteur-Stellvertreter und 2005/06 Chefredakteur für Lokales. Anfang 2016 wurde er alleiniger Chefredakteur der NÖN, diese Position hatte er bis August 2017 inne.
2018 wechselte er zur Tageszeitung Kurier, wo er Teamleiter der Niederösterreich-Chronik und dann Chronikchef wurde. Mitte Juli 2022 folgte er Daniela Kittner als Innenpolitikchef der Tageszeitung Kurier nach. Im Februar 2024 wurde er zum Chefredakteur des Kurier ab dem 1. März 2024 bestellt, die bisherige Chefredakteurin Martina Salomon wurde zur Herausgeberin bestellt. Im April 2024 wurde er von der Kurier-Redaktion bei der Abstimmung zur Bestellung in seinem Amt bestätigt. Die Wahlbeteiligung betrug mit 112 abgegebenen Stimmen 57 Prozent, davon entfielen 19 Prozent auf einen Widerspruch, 79 Prozent stimmten der Bestellung zu. Im Vorstand der Austria Presse Agentur folgte er im März 2024 ebenfalls Martina Salomon nach.

## Publikationen (Auswahl)
- 2017: Blaugelber Anekdotenschatz von Figl bis Pröll, gemeinsam mit Thomas Jorda, Kral-Verlag, Berndorf, ISBN 978-3-99024-720-4